# Fracție ordinară

Întreg tortul este împărțit în patru părți egale, o parte este scoasă

Fracția ordinară   (din latin.  frāctus, frāctī = frângere, fragmentare) este termenul folosit în aritmetică pentru a denumi un număr rațional.
Numărul de sub linia de fracție se numește numitor și arată în câte părți egale a fost împărțit  întregul, iar cel de deasupra se numește numărător, arătând câte părți au fost luate în considerare.
Denumirea a fost introdusă în terminologia românească în timpul domniei domnitorului reformator Grigore Alexandru Ghica, în anul 1852 .

## Reprezentarea fracției
O fracție care are numărătorul 3 și numitorul 4

#### Egalitatea fracțiilor
{\displaystyle {\frac {4}{6}}={\frac {6}{9}}} căci într-o proporție produsul mezilor este egal cu produsul extremilor {\displaystyle 6\times 6=4\times 9\,}